# العلاقات الكندية الماليزية
العلاقات الكندية الماليزية هي العلاقات الثنائية التي تجمع بين كندا وماليزيا.

## مقارنة بين البلدين
هذه مقارنة عامة ومرجعية للدولتين:
| وجه المقارنة                                              | كندا                     | ماليزيا       |
| --------------------------------------------------------- | ------------------------ | ------------- |
| المساحة (كم2)                                             | 9.98 مليون               | 330.29 ألف    |
| عدد السكان (نسمة)                                         | 35.70 مليون              | 31.62 مليون   |
| الكثافة السكانية (ن./كم²)                                 | 3.58                     | 95.73         |
| العاصمة                                                   | أوتاوا                   | كوالالمبور    |
| اللغة الرسمية                                             | لغة إنجليزية، لغة فرنسية | لغة ماليزية   |
| العملة                                                    | دولار كندي               | رينغيت ماليزي |
| الناتج المحلي الإجمالي (بليون دولار)                      | 1.65 تريليون             | 314.50 مليار  |
| الناتج المحلي الإجمالي (تعادل القوة الشرائية) بليون دولار | 1.59 تريليون             | 817.43 مليار  |
| الناتج المحلي الإجمالي الاسمي للفرد دولار أمريكي          | 43.25 ألف                | 9.77 ألف      |
| الناتج المحلي الإجمالي للفرد دولار أمريكي                 | 45.07 ألف                | 25.64 ألف     |
| مؤشر التنمية البشرية                                      | 0.913                    | 0.779         |
| رمز المكالمات الدولي                                      | +1                       | +60           |
| رمز الإنترنت                                              | .ca                      | .my           |
| المنطقة الزمنية                                           |                          | ت ع م+08:00   |

## منظمات دولية مشتركة
يشترك البلدان في عضوية مجموعة من المنظمات الدولية، منها:
| علم المنظمة | اسم المنظمة                                      | تاريخ انضمام كندا | تاريخ انضمام ماليزيا |
| ----------- | ------------------------------------------------ | ----------------- | -------------------- |
|             | المنظمة الهيدروغرافية الدولية                    | ?                 | ?                    |
|             | منظمة الشرطة الجنائية الدولية                    | ?                 | ?                    |
|             | الاتحاد البريدي العالمي                          | ?                 | ?                    |
|             | بنك التنمية الآسيوي                              | 1966              | 1966                 |
|             | منظمة التجارة العالمية                           | ?                 | ?                    |
|             | الفريق المعني برصد الأرض                         | ?                 | ?                    |
|             | مؤسسة التنمية الدولية                            | 24 سبتمبر 1960    | 24 سبتمبر 1960       |
|             | مؤسسة التمويل الدولية                            | 20 يوليو 1956     | 20 مارس 1958         |
|             | منتدى التعاون الاقتصادي لدول آسيا والمحيط الهادئ | 6 نوفمبر 1989     | 6 نوفمبر 1989        |
|             | منظمة حظر الأسلحة الكيميائية                     | ?                 | ?                    |
|             | الأمم المتحدة                                    | 9 نوفمبر 1945     | 17 سبتمبر 1957       |
|             | منتدى آسيان الإقليمي ‏                            | ?                 | ?                    |
|             | الاتحاد الدولي للاتصالات                         | 1 يوليو 1908      | 3 فبراير 1958        |
|             | البنك الدولي للإنشاء والتعمير                    | 27 ديسمبر 1945    | 7 مارس 1958          |
|             | المركز الدولي لتسوية المنازعات الاستشارية        | 1 ديسمبر 2013     | 14 أكتوبر 1966       |
|             | وكالة ضمان الاستثمار متعدد الأطراف               | 12 أبريل 1988     | 6 ديسمبر 1991        |
|             | يونسكو                                           | 4 نوفمبر 1946     | 16 يونيو 1958        |
|             | دول الكومنولث                                    | ?                 | ?                    |

## أعلام
هذه قائمة لبعض الشخصيات التي تربطها علاقات بالبلدين:
- أليكساندر ترودو (صحفي كندي، 25 ديسمبر 1973 – )
- أوسريك تشاو (ممثل كندي، 20 يوليو 1986 – )
- جاستن ترودو (سياسي كندي، 25 ديسمبر 1971[20][21] – )
- جاي مانويل (14 أغسطس 1972 – )
- غودفري قاو (22 سبتمبر 1984 – )
- فراح آن عبد الهادي (لاعبة جمباز فني ماليزية، 3 مايو 1994 – )
- لا فير كوربين أونغ (لاعب كرة قدم من المملكة المتحدة، 22 أبريل 1991[22] – )
- مارجريت ترودو (10 سبتمبر 1948[23] – )
- ميشيل ترودو (عالم أحياء دقيقة كندي، 2 أكتوبر 1975 – 13 نوفمبر 1998)

## وصلات خارجية
- موقع وزارة الخارجية الكندية
- موقع وزارة الخارجية الماليزية